# Опале
Опале (словен. Opale) — поселення в общині Жири, Горенський регіон, Словенія. Висота над рівнем моря: 762,1 м.